# 5511 Cloanthus
Az 5511 Cloanthus (ideiglenes jelöléssel 1988 TH1) egy kisbolygó a Naprendszerben. Carolyn Shoemaker,  Eugene Merle Shoemaker fedezte fel 1988. október 8-án.